# 滋賀大學
滋贺大学（日语：滋賀大学／しがだいがく、Shiga University），位于滋贺县的日本国立大学。
经济学部位于彦根校区（彦根市马场）、教育学部位于大津校区（大津市平津），两校区之间有相当远的距离。

## 沿革
- 1949年，彦根高等商业学校・滋贺师范学校・滋贺青年师范学校合并成新制滋贺大学，设立经济学部・学艺学部。
- 1966年，学艺学部改称教育学部。

## 学部・学科
- 经济学部 
  - 经济学科
  - 金融学科
  - 企业经营学科
  - 信息管理学科
  - 社会系统学科
  - 会计信息学科
- 教育学部 
  - 学校教育教师培养课程
  - 信息教育课程
  - 环境教育课程
- 數據科學學部

## 大学院
- 经济学研究科
- 教育学研究科

## 著名校友
- 宇野宗佑 - 第75代首相。彦根高等商业学校，神戸商业大学入学。
- 青园雅紘 - CSK董事长
- 伊豫谷登士翁 - 国际经济学家、一桥大学教授
- 柏原康夫 - 京都银行行长